# Техеда-і-Сегоюела
Техеда-і-Сегоюела (ісп. Tejeda y Segoyuela) — муніципалітет в Іспанії, у складі автономної спільноти Кастилія-і-Леон, у провінції Саламанка. Населення — 107 осіб (2010).
Муніципалітет розташований на відстані близько 200 км на захід від Мадрида, 47 км на південний захід від Саламанки.
На території муніципалітету розташовані такі населені пункти: (дані про населення за 2010 рік)
- Лос-Аревалос: 4 особи
- Монфлорідо: 3 особи
- Пуерто-де-ла-Кальдерілья: 15 осіб
- Сан-Мігель-де-Асперонес: 11 осіб
- Сегоюела-де-лос-Корнехос: 18 осіб
- Техеда-і-Сегоюела: 56 осіб

## Демографія
Динаміка населення (INE ):

## Зовнішні посилання
- Провінційна рада Саламанки: індекс муніципалітетів
- Посилання на Google Maps